# Prosopocera decellei
Prosopocera decellei là một loài bọ cánh cứng trong họ Cerambycidae.